# 33e division de réserve (Empire allemand)
Pour les articles homonymes, voir 33e division d'infanterie.
La 33e division de réserve est une unité de l'armée allemande qui participe lors de la Première Guerre mondiale aux principales batailles du front de l'Ouest.

## Première Guerre mondiale

### Composition

#### Composition à la mobilisation - 1916
- 66e brigade d'infanterie de réserve

67e régiment d'infanterie de réserve
130e régiment d'infanterie de réserve
- 8e brigade d'infanterie bavaroise

4e régiment d'infanterie royal bavarois (de)
8e régiment d’infanterie bavarois (de)
- 3 escadrons du 2e régiment de hussards de réserve
- artillerie

1 batterie d'ersatz du 33e régiment d'artillerie de campagne
1 batterie d'ersatz du 34e régiment d'artillerie de campagne
1 batterie d'ersatz du 69e régiment d'artillerie de campagne
1 batterie d'ersatz du 70e régiment d'artillerie de campagne
formant à partir de 1916, le 33e régiment d'artillerie de campagne de réserve

#### 1917
- 66e brigade d'infanterie de réserve

364e régiment d'infanterie
67e régiment d'infanterie de réserve
130e régiment d'infanterie de réserve
- 4e escadron du 19e régiment de hussards (de)
- 33e régiment d'artillerie de campagne de réserve
- 233e bataillon de pionniers

#### 1918
- 66e brigade d'infanterie de réserve

364e régiment d'infanterie
67e régiment d'infanterie de réserve
130e régiment d'infanterie de réserve
- 4e escadron du 19e régiment de hussards
- 125e commandement divisionnaire d'artillerie

33e régiment d'artillerie de campagne de réserve
- 333e bataillon de pionniers

## Chefs de corps
| Grade           | Nom                | Date                       |
| --------------- | ------------------ | -------------------------- |
| Generalleutnant | Viktor Bausch (de) | 2 août 1914 - 21 juin 1917 |
| Generalmajor    | Kuno von Barfus    | 22 juin 1917 - 8 août 1918 |